# Chicacao
Chicacao – miasto na południowym zachodzie Gwatemali, w departamencie Suchitepéquez. Według danych szacunkowych z 2012 roku liczba mieszkańców wynosiła 37 324 osób. 
Chicacao leży około 25 km na wschód od stolicy departamentu – miasta Mazatenango. Miejscowość leży na wysokości 494 metrów nad poziomem morza, u podnóża wulkanu San Pedro w górach Sierra Madre de Chiapas, w odległości około 50 km od brzegu Pacyfiku. 
W mieście dominuje przemysł spożywczy i włókienniczy.

## Gmina Chicacao
Miejscowość jest także siedzibą władz gminy o tej samej nazwie, która jest jedną z dwudziestu gmin w departamencie. W 2012 roku gmina liczyła 51 656 mieszkańców. Gmina jak na warunki Gwatemali jest średniej wielkości, a jej powierzchnia obejmuje 216 km². 
Mieszkańcy gminy utrzymują się głównie z uprawy roli z rzemiosła. W rolnictwie dominuje uprawa kakaowca, kawowca oraz kukurydzy i warzyw. Gmina jest znana z produkcji olejków eterycznych oraz tabliczek produkowanych z nierafinowanego cukru trzcinowego zwanych panela.